# Hortus sanitatis
Hortus sanitatis (latin, hälsans örtagård) är ett av medeltidens främsta med avbildningar försedda naturhistoriska verk, antagligen författat en läkare Johann Wonnecke von Kaub.
Hortus sanitatis utgavs först i en tysk utgåva 1485, därefter i en väsentligen tillökad latinsk upplaga 1491, och är sedan känd i ett flertal omtryck.